# Shamil
El imán Shamil (en árabe: الشيخ شامل‎, en azerí: Şeyx Şamil, en ruso: Имам Шамиль; Guimrý, 26 de junio de 1797-Medina, 4 de febrero de 1871), también escrito como Shamyl, Schamil o Schamyl, fue un líder político y religioso ávaro de las tribus musulmanas del Cáucaso Norte. Fue líder de la resistencia contra el Imperio ruso en la Guerra del Cáucaso, siendo el tercer imán del Imanato del Cáucaso (1834-1859).

## Familia y juventud
El imán Shamil nació en el pequeño pueblo fortificado (aul) de Guimrý, en el actual Daguestán (Federación de Rusia). Le pusieron por nombre Alí, pero siguiendo una tradición local se lo cambiaron al enfermar. Su padre, Dengau, era un terrateniente libre, y su posición permitió a Shamil y a su amigo Ghazi Mullah estudiar varias materias, como el árabe y la lógica. Shamil se estableció entre los musulmanes del Cáucaso como hombre respetado y educado en el Corán y la Sunna.

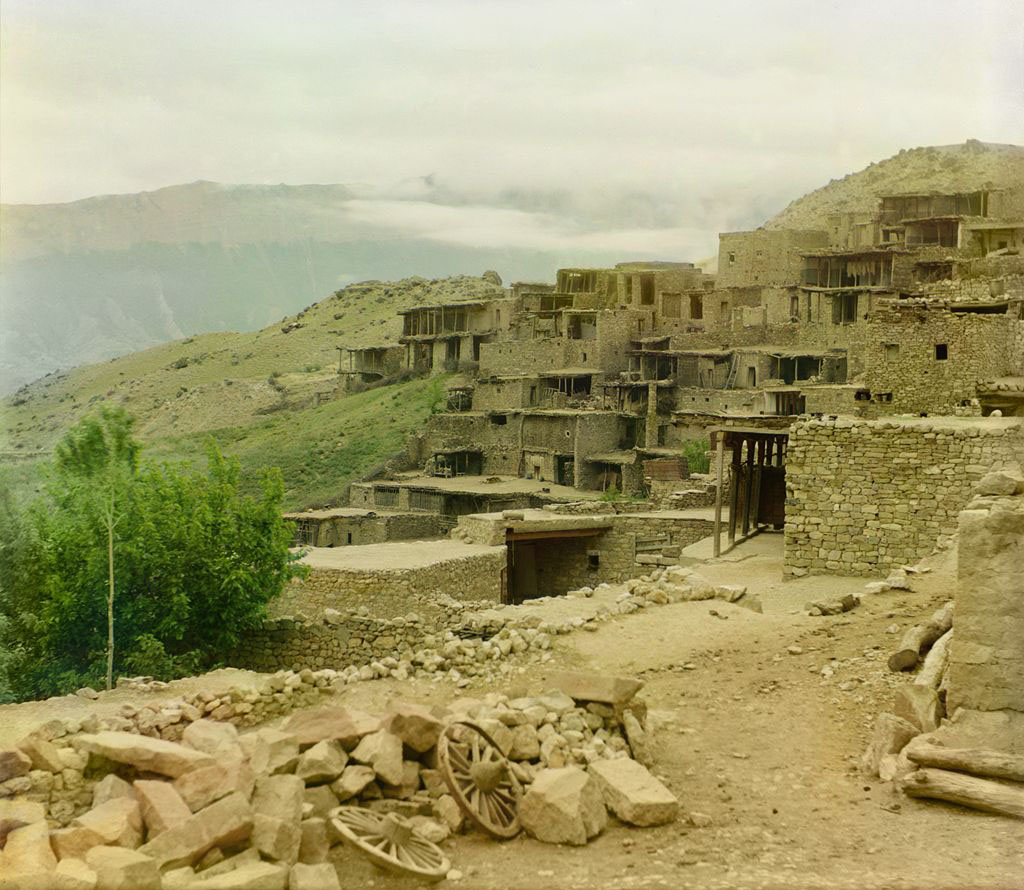
Guimrý, Daguestán, hogar de Shamil (imagen de 1905-1915).

Shamil nació en la época en la que el Imperio ruso se expandía hacia los territorios del Imperio Otomano y el Imperio Persa (véanse las guerras ruso-persa de 1804-1813 y ruso-turca de 1806-1812). A raíz de la invasión rusa, varias naciones del Cáucaso unieron sus esfuerzos de resistencia contra el yugo zarista en la que pasaría a conocerse como Guerra del Cáucaso. Entre los primeros líderes de estos pueblos se encuentran el jeque Mansur y Ghazi Mullah. Shamil, que como se ha dicho había sido amigo de infancia de Ghazi, acabaría siendo su consejero.
La esposa favorita de Shamil, Anna Ulujánova (del ruso: Анна Улуханова), era una armenia cristiana de Mozdok que había sido secuestrada cuando era una adolescente por rebeldes musulmanes a principios de 1840. Durante su cautiverio decidió convertirse al Islam, y adoptó el nombre de Shuanet, y se mantuvo fiel a Shamil, incluso después de su captura y deportación a Rusia. Tras la muerte de Shamil en 1871 se trasladó al Imperio Otomano, donde se le asignó una pensión por parte del sultán.

## Guerra contra Rusia

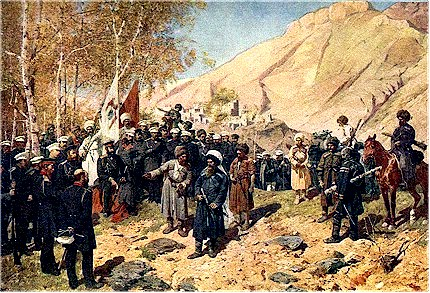
Captura de Shamil (1886), de Franz Roubaud.

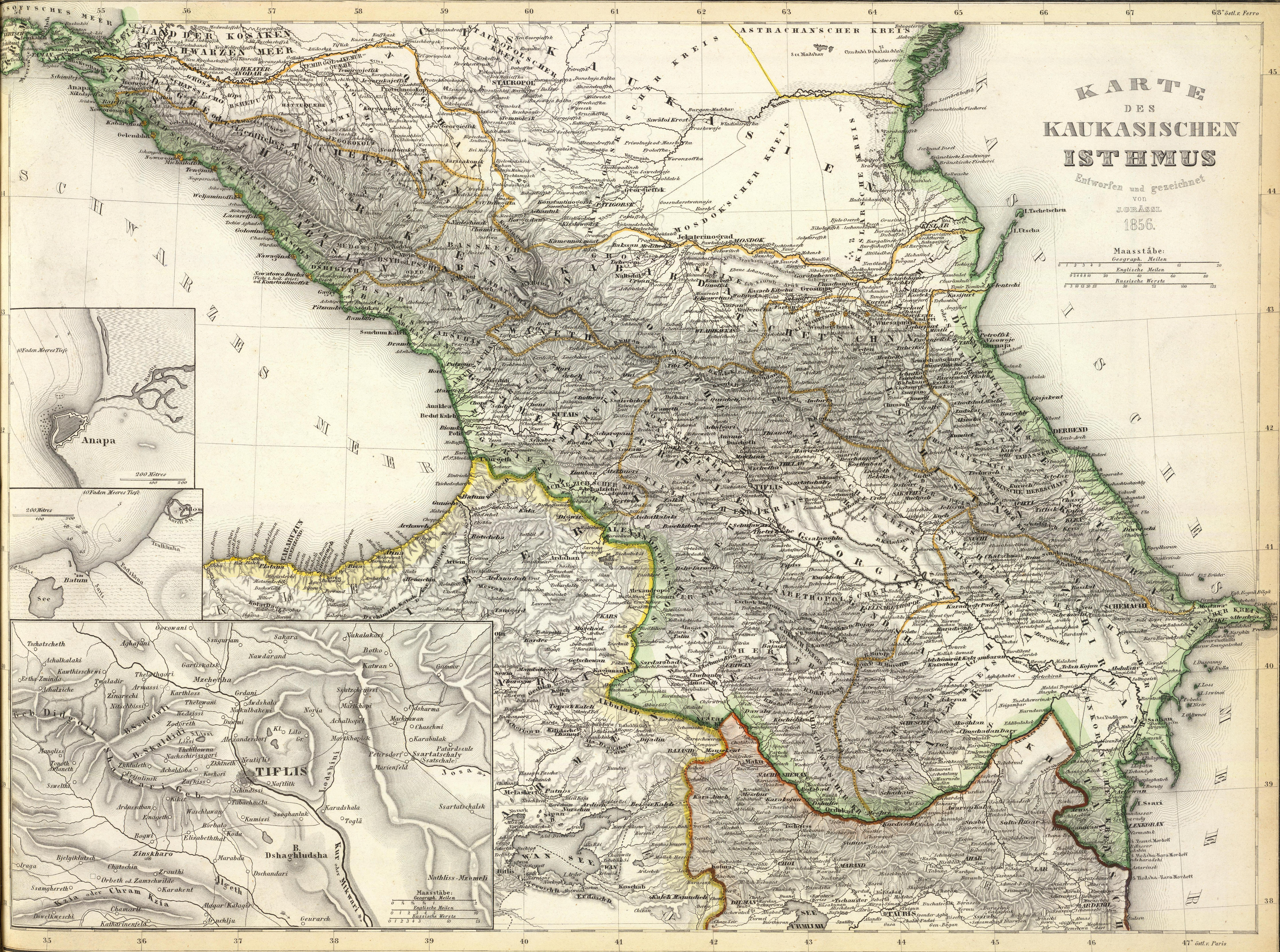
Karte des Kaukasischen Isthmus. J. Grassl, 1856.

En 1832, Ghazi Mullah murió en el asalto ruso a Guimrý. Shamil fue uno de los dos únicos muridas que consiguieron escapar, aunque seriamente herido. Permaneció escondido, por lo que tanto rusos como muridas consideraron que había muerto. Una vez recuperado, se reunió con los muridas, dirigidos por el imán Hamzat Bek. Cuando este fue asesinado por Hadji Murad en 1834, Shamil le reemplazó como líder de la resistencia caucásica y tercer imán del Imanato. En junio-agosto de 1839, Shamil y sus seguidores, que sumaban unos cuatro mil hombres, mujeres y niños, fueron asediados en su fortaleza de Ajoulgo, en las montañas, sobre una curva del río Andee Koisou, alrededor de diecisiete kilómetros al este de Guimrý. Este asedio épico duró dieciocho días y resultó en victoria rusa. El ejército ruso sufrió unas 3.000 bajas en la toma de la fortaleza, mientras que los rebeldes fueron prácticamente exterminados, en un combate (como sería la norma en esta guerra) en el que no se pidió ni otorgó cuartel. Shamil y una pequeña parte de sus seguidores más cercanos, incluyendo a una parte de su familia, consiguieron escapar por los acantilados y atravesar las líneas de asedio rusas durante los últimos días del mismo. Tras su huida, de nuevo se organizó para resistir la ocupación. Un uso efectivo de las tácticas de guerra de guerrillas, permitió que el movimiento de resistencia durara, bajo su liderazgo, hasta 1859. El 25 de agosto de ese año, Shamil es definitivamente capturado, y encarcelado en el aul de Gunib (Daguestán).

## Últimos años

El imán Shamil con sus hijos, antes de 1871.

Tras su captura, Shamil fue enviado a San Petersburgo y presentado ante el zar Alejandro II. Más tarde, sería exiliado a Kaluga, entonces una pequeña ciudad cerca de Moscú. Tras varios años allí, se quejó del clima a las autoridades, y en diciembre de 1868 Shamil recibió permiso para trasladarse a Kiev, entonces importante centro comercial del sudoeste del Imperio Ruso. En la capital de la actual Ucrania consiguió una mansión en la calle Aleksándrovskaya. Las autoridades imperiales rusas ordenaron al superintendente de Kiev someter a Shamil a una "vigilancia estricta pero no molesta" y proveyeron a la ciudad con una significativa suma para las necesidades del exiliado. A Shamil parece que le agradaron tanto su lujosa residencia como la ciudad, como confirman las cartas que envió desde Kiev.
En 1859 Shamil escribió a uno de sus hijos: "Por la voluntad del Todopoderoso, el Gobernador Absoluto, he caído en manos de los descreídos [...] el Gran Emperador [...] me ha alojado aquí [...] en una casa alta y espaciosa con alfombras y todo lo necesario."
 Shamil, mientras estuvo cautivo de los rusos, adoptó aparentemente la postura del zar, diciendo que sus "compatriotas" (muchos de los cuales eran leales a él en primer término, especialmente los chechenos) deberían dejar de luchar, ya que esta lucha era inútil. Sin embargo, la lucha continuó, siendo su consejo desoído por ávaros y chechenos, durante un par de años más.  
En 1869 se le dio permiso para realizar el hajj (peregrinación) a La Meca. Viajó de Kiev a Odesa y embarcó allí para Estambul, donde fue recibido por el sultán otomano Abdülaziz I. Sería invitado del Palacio de Topkapi durante un breve período, abandonando luego Estambul en un barco fletado para él por el sultán del Imperio Otomano. Tras completar su peregrinación, murió en Medina en 1871 mientras visitaba la ciudad. Fue enterrado en el Jannatul Baqi, un cementerio histórico donde están enterrados varias personalidades prominentes del Islam. Sus dos hijos mayores, Cemaleddin y Muhammed Şefi, a los cuales debió dejar en Rusia para obtener el permiso para viajar a La Meca, serían oficiales del Ejército Imperial Ruso, mientras que sus dos hijos menores, Muhammed Gazi y Muhammed Kamil, sirvieron en el Ejército otomano.
Said Shamil, un nieto del imán, se convertiría en uno de los fundadores de la República de las Montañas del Cáucaso Septentrional, que sobrevivió entre 1917 y 1920 y luego, en 1924, establecería el "Comité de Independencia del Cáucaso" en Alemania.

## Lecturas relacionadas
- Grigol Robakidze. "Imam Shamil". Kaukasische Novellen, Leipzig, 1932; Munich, 1979 (in German)
- Lesley Blanch. The Sabres of Paradise. New York: Viking Press. 1960.
- Nicholas Griffin.  Caucasus:  Mountain Men and Holy Wars
- Leo Tolstoy. Hadji Murat
- The Russian conquest of the Caucasus / John F. Baddeley (1908).
- Kazíev, Shapí. Imam Shamil. Moscú: Molodaya gvárdiya, 2001, 2003, 2006, 2010. ISBN 978-5-235-03332-0
- Kaziev, Shapi. Akhoulgo. Caucasian War of XIX-th century. The historical novel. "Epoch", Publishing house. Makhachkala, 2008. ISBN 978-5-98390-047-9